# سامسونج جالكسي إس 8
سامسونج جالكسي إس 8 وجالكسي إس 8 بلس هما هاتفان ذكيان يعملان بنظام أندرويد انتجتهما شركة سامسونج كجزء من سلسلة سامسونج جالكسي إس. كشف عنهما في 29 مارس 2017 خلال حدث إعلامي في مدينة نيويورك، حيث تم إصدارهما في 21 أبريل 2017 .
هاتفا إس8 وإس8+ يحتويان على عتاد متطور وتغييرات كبيرة على التصميم مقارنة بأسلافهما جالكسي إس 7 وإس 7 إدج، بما في ذلك شاشات أكبر مع نسبة أبعاد أطول وجوانب منحنية لكلا النموذجين، الصغير والكبير، والتعرف على قزحية العين، ومجموعة جديدة من مميزات المساعد الرقمي المعروف بـ بيكس باي، وملحق يسمح للهواتف لاستخدامها ككمبيوتر محمول بواجهة سطح مكتب وفأرة ولوحة مفاتيح.

## التصميم
تبنت سامسونج فلسفة تصميم جديدة في الاس8 بخلفية مصنوعة من الزجاج من نوع زجاج غوريلا الجيل الخامس منحنية لتوفير راحة في الاستخدام باليد واطار مصنوع من المعدن كما، تخلت سامسونج عن زر الرئيسية أول مرة في السلسلة الذي طالما أشتهرت به هواتف "جالاكسي" ليصبح الجهاز عبارة عن شاشة فقط، عملت سامسونج ثورة جديدة في التصاميم بفكرة جديدة والمعتمدة على التخلص بأكبر قدر ممكن من الحواف وجعل الشاشة تغطي كامل الواجهة حيت تبلغ شاشة جالاكسي اس8 نسبة 86% من المساحة الكلية للواجهة الامامية وهي أكبر نسبة شاشة تغطي الواجهة لهاتف ذكي، كما انه مضاد للماء بعمق 1.5 متر لمدة 30دقيقة ويدعم الشحن الاسلكي.

## الشاشة
أتى اس 8 بشاشة بحجم 5.8 بوصة بينما اخوه الأكبر اس 8 بلس أتى بشاشة 6.2 بوصة، أطلقت سامسونج على الشاشة اسم Infinity Display أو الشاشة اللامتناهية، الشاشة بتقنية سوبر اموليد منحنية من الجوانب بدرجة وضوح 1440x 2960 بكثافة 570 بكسل في البوصة الواحدة للاس8  و529 بكسل لأخيه الاس8+ بتقنية HDR تدعم مليار لون وتدعم الواقع الافتراضي ومحمية بطبقة من زجاج غوريلا الجيل الخامس كما أنها أتت بنسبة ابعاد جديدة 18.5:9.
شركة "DisplayMate" المتخصصة في تقييم تكنولوجيا الشاشات، قامت بإعطاء هاتف جلاكسي S8 أعلى علامة A+، وصُنفت كأفضل شاشة للهواتف الذكية على الإطلاق مع أكبر تدرج لوني أصلي، أعلى درجة سطوع للضوء تبلغ 1000 شمعة، أعلى تصنيف تباين في الضوء المحيط، أعلى نسبة تباين، أدنى انعكاس شاشة وأصغر درجة في نسبة اختلاف سطوع الضوء مع زاوية العرض.
متفوقا على جميع الهواتف وعلى أسلافه جالكسي إس 7 ونوت 7.

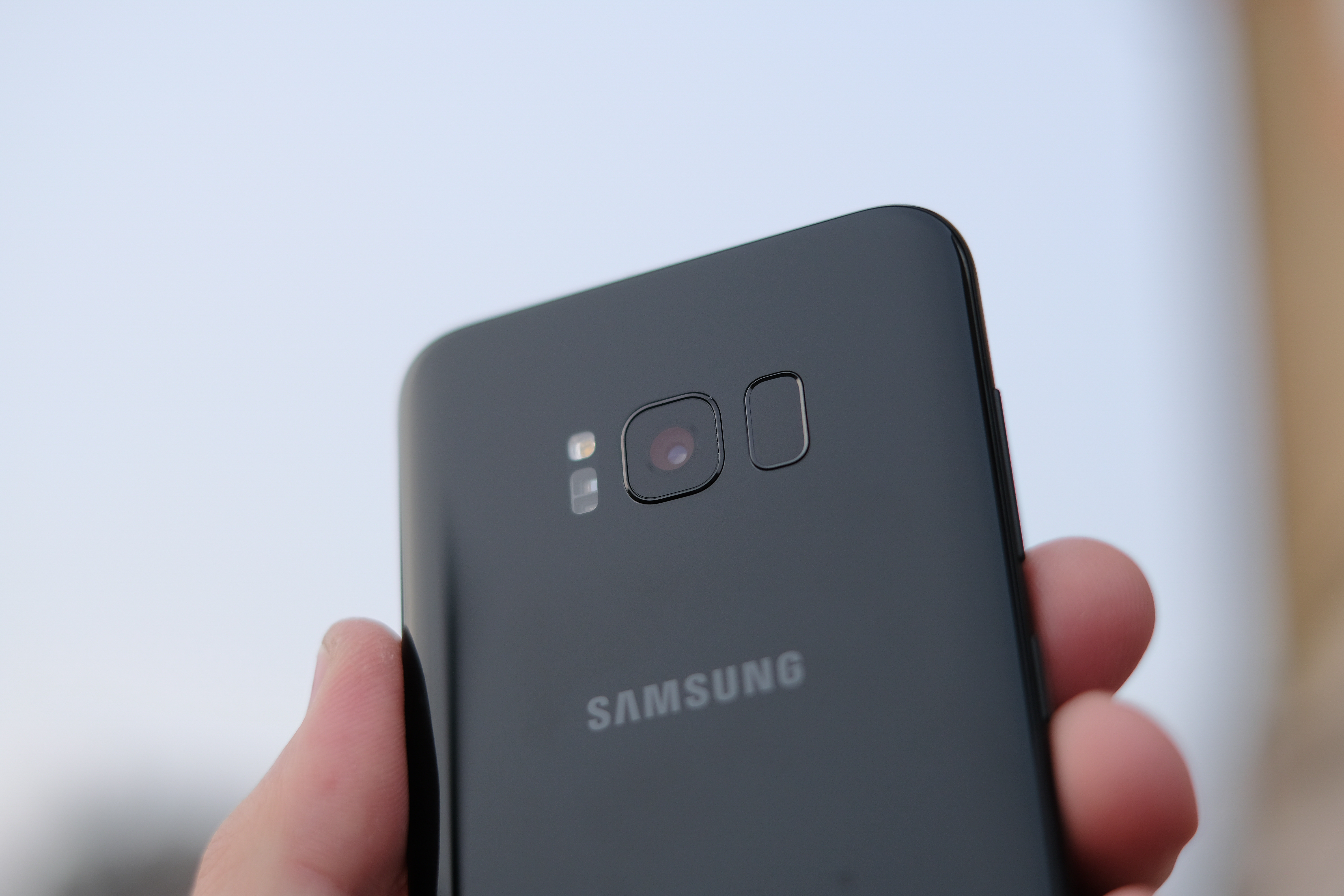
الهاتف مع الكاميرا الفائقة ومستشعر بصمات الإصبع

## الحماية

### بصمة العين Iris Scanner
قدمت سامسونج تقنية التعرف على بصمة العين التي تعتبر ميزة ثورية ومن الوسائل الجديدة للأمان والتي تتيح فتح قفل الهاتف، أو الدخول إلى حسابك وانشاء مُجلد محمي آمن يحفظ تطبيقاتك وصورك ومعلوماتك الشخصية ببصمة العين.

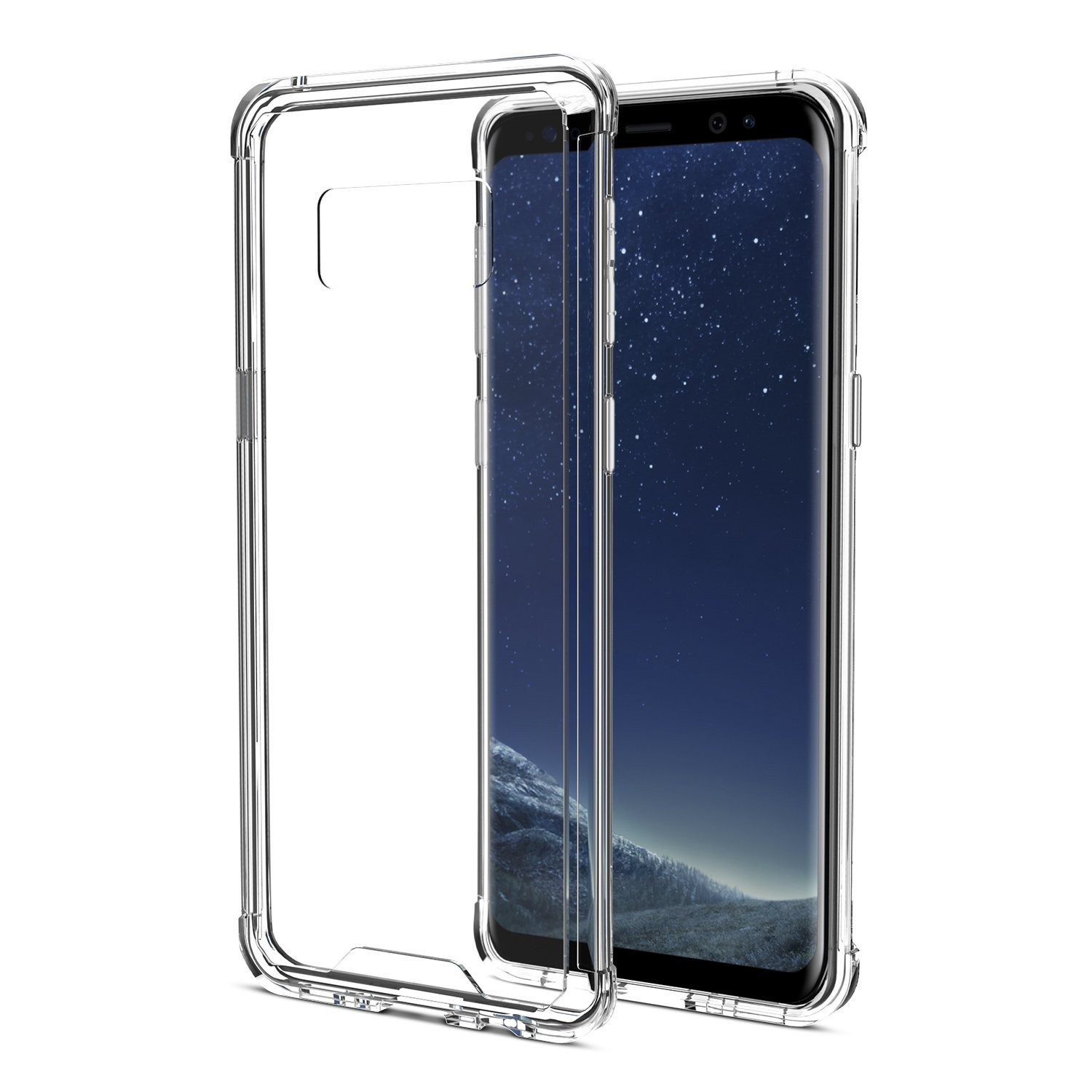

## العتاد

### المعالج
يأتي الجهاز بمعالجين سناب دراقون 835 لسوق الولايات المتحدة والآخر هو إكسينوس 8895 ثماني النواة (الجيل التاسع) المخصص لأوروبا وآسيا والمنطقة العربية. كلا المعالجيين مصنعين بدقة 10نانومتر الأول في العالم الذي يضمن أداء عالي مع استهلاك قليل في الطاقة.

### الرام
يأتي الجهازين بذاكرة عشوائية بحجم 4جيجا من نوع LPDDR4X أسرع بمرتين في نقل البيانات والتي تصل 3200 ميغابت في الثانية وتعمل بتغذية أقل حيث تم تخفيضها إلى 1.1 فولت بالمقارنة مع LPDDR3 كما انه يأتي بمساحة تخزينية 64جيجا من نوع UFS 2.1 يمكن زيادتها حتى 265GB عن طريقة تركيب MicroSD.الجهاز يأتي بمنفد يدعم تركيب شريحتين وشريحة مع MicroSD.
اس8 أول جهاز في العالم يدعم  Bluetooth 5.0 والذي يمكّنك من توزيع الصوت على سماعتي بلوتوث في نفس الوقت إضافة إلى ميزات أخرى كالسرعة المضاعفة (2 ميجابت / ثانية) والمدى الجغرافي الأكبر بـ 4 مرات مقارنة بـ 4 Bluetooth.

### الكاميرا
استخدمت سامسونج مستشعر تصوير جديد من سوني من نوع IMX333 الدي تبلغ دقته 12ميغابكسل مع حجم بكسل يصل إلى 1.44 ميكرون لامتصاص كمية أكبر من الضوء كما أن الكاميرا الامامية تاتي بفتحة عدسة F1.7 الكاميرا الخلفية مزودة بتقنية البكسل المزدوج Dual Pixel التي تم اقتباسها من الكاميرات الاحترافية ما يعطي تركيز فائق السرعة في مختلف ظروف الاضائة.كما أنها تأتي بمثبت بصري Image stabilization مع امكانيه تصوير فيديوهات فائقة الوضوح بدقة دقة عرض 4 كيلو بكسل، 
تأتى الكاميرا الأمامية بوضوح 8 ميجا بيكسل كما انها بفتحة عدسة F1.7التي تسمح في التقاط صورselfie حتى في ظروف الاضائة المنخفضة وتدعم AutoFocus لأول مرة في كاميرا أمامية في هاتف ذكي كما انها تستطيع تصوير فيديو بدقة 2K.

### الذكاءالصناعي Bixby
قدمت سامسونج المساعد الذكي بيكسبي Bixby الذي يسيطر على نظام الهاتف بأكمله بالصوت فقط كما انك من الممكن ان تستدعيه بالضغط على زر Bixby الموجود على يسار الجهاز لتفتح الشاشة الرئيسية للمساعد والتي تحوي على المواعيد، حالة الطقس وبيانات سامسونج هيلث. المساعد يستطيع ان يفهمك بطريقة تفاعلية أي يمكنك ان تسأله ” أرني آخر صورة التقطتها” وسيفتح لك الصورة كمايدعم كل تطبيقات النظام الاساسية كل مهام التطبيق مستوى الذكاء في المساعد Bixby مرتفعاً لدرجة أنه سيفهم الأوامر الصوتية حتى لو كانت الكلمات التي يقولها المستخدم غير مرتبة كجملة صحيحة. كما يتعرف على الأشياء من خلال الكاميرا ويعطي اسمه

### Samsung DeX
كشفت سامسونج عن ملحق يمكن إضافته لS8 وS8+ وهو وحدة DeX وهي عبارة عن قاعدة يمكن تزويدها بشاشة وفارة ولوحة مفاتيح لتهيئة بيئة مشابهة لبيئة الكمبيوتر الشخصي.

### البطارية
سامسونج اس 8 أتى ببطارية 3000 مللى أمبير  بينما جالكسي اس 8 بلس أتى ببطارية سعتها 3500 ملل أمبيركما ان سامسونج حسنت بطارية اس8 لتتحلل بمعدل أبطأ من بطارية اس7 بحيث بطارية اس8 قادرة على الحفاظ على 95 في المئة من قدرتها بعد مرور سنتين على استخدام الهاتف مقارنة مع 80 في المئة في هاتف إس 7.